# 包吒
《包吒》（英語：Baozha!，又名奶奶的守护天使）是新加坡南洋理工大学三名学生创作的一部二维手绘动画短片。动画讲述的是喜欢玩游戏的包吒（形象取自哪吒）因为一些原因而决定靠自己去保护奶奶，之后成为了人们供奉的神的故事，该作获得新加坡全国青年电影等奖项。。

## 剧情简介
包吒是一个爱玩游戏的人，因为一次失误导致包吒的奶奶去世，然而神给了包吒一次机会，复活了包吒的奶奶并让包吒去保护奶奶，不让她再次离世。

## 備註
1. ↑  .   [2025-02-02]. （原始内容存档于2025-02-23）.[來源可靠？]
2. ↑  .[來源可靠？]

## 拓展阅读
- https://dr.ntu.edu.sg/handle/10356/67100 （页面存档备份，存于）
- https://dr.ntu.edu.sg/handle/10356/67118 （页面存档备份，存于）
- https://dr.ntu.edu.sg/handle/10356/67185 （页面存档备份，存于）